# Транцевая корма

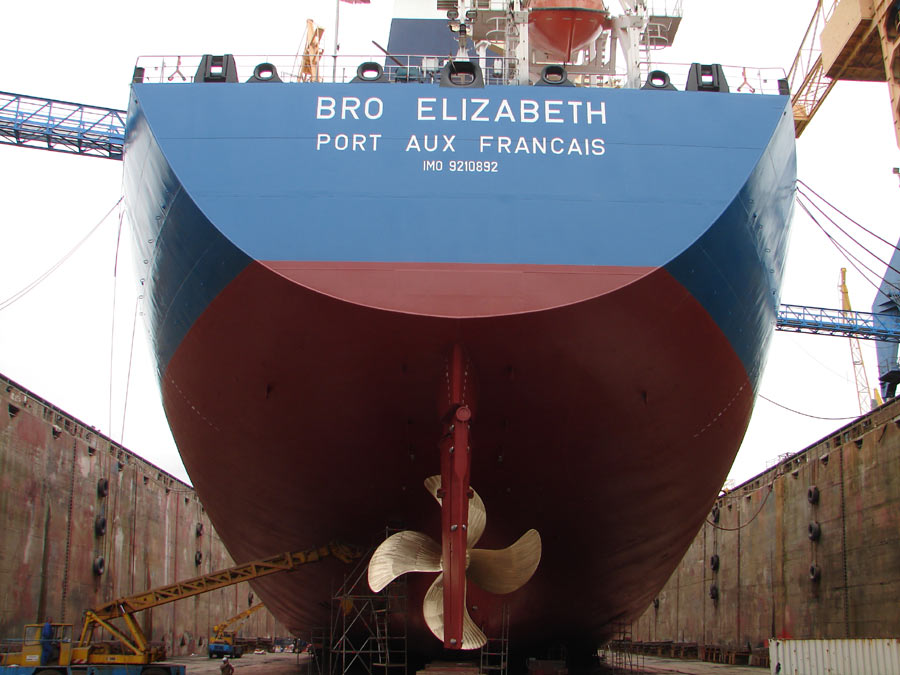
Транцевая корма современного судна

Транцевая корма — тип образований кормы судна, при котором она имеет плоский срез в подводной части, прямые очертания в плане и вертикальной плоскости.
Слово происходит, скорее всего, от искажённого лат. transtrum — «банка», скамья для гребцов.

## В деревянном судостроении

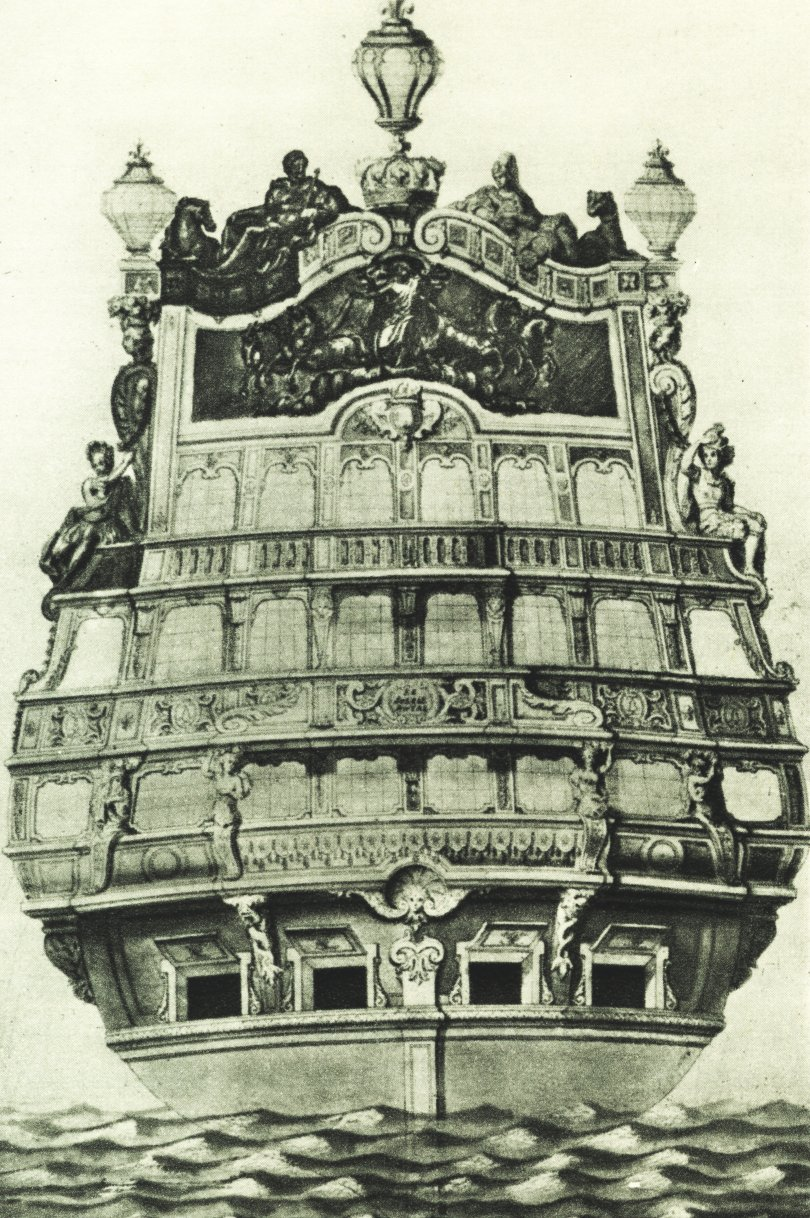
Корма судна Soleil Royal

Богатое украшение транцевой кормы на судне середины XVII века

Изначально парусные корабли имели практически симметричные обводы носовой и кормовой частей, что, в частности, позволяло парусно-гребному кораблю легко причаливать носом к необорудованному побережью и отходить от него задним ходом. Однако по мере увеличения размеров кораблей это преимущество оказалось менее актуальным, зато появилась необходимость во вместительных внутренних помещениях для размещения груза и команды.
Так как длина корабля была ограничена, получить дополнительный объём можно было за счёт придания корме более полных обводов и возведения кормовой надстройки — полуюта (ахтеркастля). Кроме того, появление около XII века навесного руля вместо рулевых вёсел вынуждало придавать ахтерштевню прямую форму, что также способствовало изменению формы кормы в целом. Со временем появились корпуса, у которых корма была «срезана», что позволило упростить её конструкцию, а сам срез — транец (или иначе шпигель, от нем. Spiegel — зеркало) — зашит досками.
Видимо, впервые плоская транцевая корма появилась на каравеллах около XV века. Впоследствии она распространилась практически на все типы судов и кораблей и на столетия стала характерной деталью европейского кораблестроения. Хотя, к примеру, голландцы обычно строили корабли не с транцевой, а с очень полной округлой кормой (см. Флейт). Однако в конечном итоге победила не голландская, а английская школа кораблестроения, подразумевавшая наличие транца. Транец обычно богато украшался росписью и резьбой по дереву, на нём располагались окна капитанской каюты и офицерского салона, многоэтажные галереи с балюстрадами.
Отход от транцевой кормы наметился лишь в начале XIX века, когда сюрвеер (наблюдающий за строительством кораблей) британского Королевского флота сэр Роберт Сеппингс обратил внимание на то, что плоская корма ослабляет конструкцию корпуса и делает корабль уязвимым для продольного огня артиллерии. Он предложил делать корму не плоской, а круглой или эллиптической, с поворотными шпангоутами и толстой обшивкой, соответствующей бортовой. Это нововведение быстро распространилось во всех флотах мира.
Китайцы на своих джонках с самого начала выполняли корму транцевой, по сути это была последняя из поперечных переборок, которые у джонок играли роль шпангоутов. Более того, носовая часть джонок также нередко имела транцевую конструкцию.

## В современном судостроении

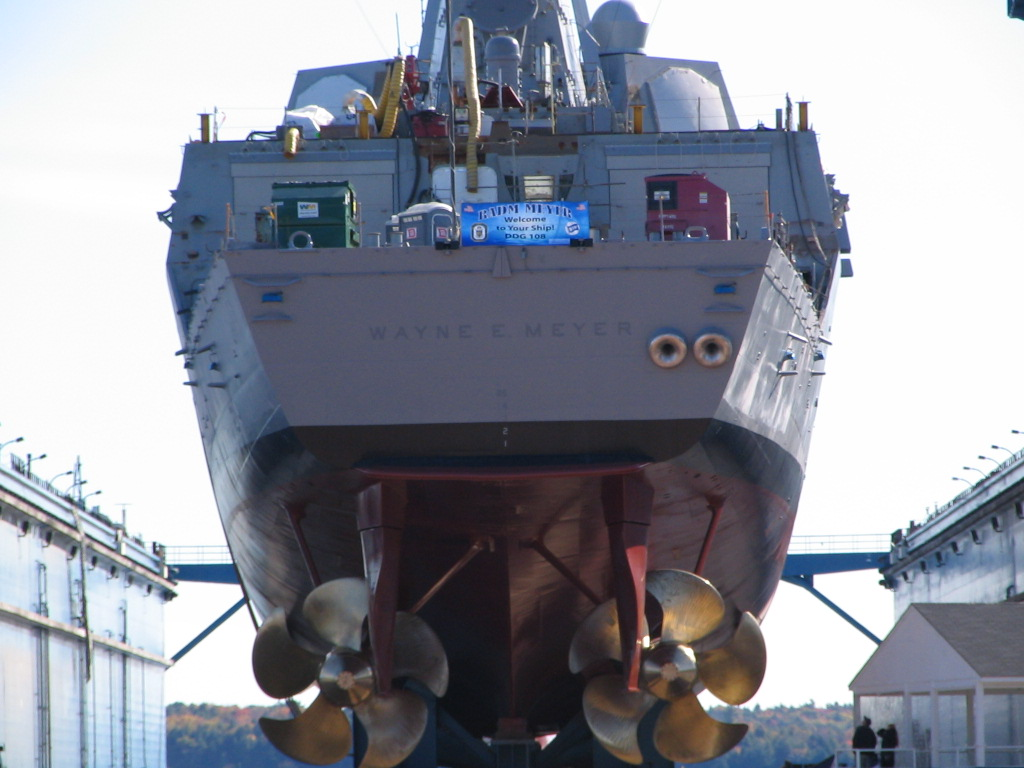
Транцевая корма американского эсминца УРО Wayne E. Meyer (DDG-108)

К середине XIX века транцевая корма практически вышла из употребления на больших судах и кораблях, применяли её лишь при строительстве шлюпок и небольших судов прибрежного плавания.
После появления быстроходных паровых кораблей получили распространения кормы с очень острыми обводами, соответствующими наилучшей обтекаемости корпуса. Однако оказалось, что на высокой скорости такой корпус с острыми образованиями кормы приобретает сильный дифферент на корму из-за малого запаса плавучести в кормовых отсеках. Кроме того, корма сильно забрызгивалась водой, а гребные винты оказывались уязвимы для боковых ударов, для чего над ними приходилось выполнять специальное ограждение. Поэтому в первой половине XX века наметился переход обратно к транцевой корме.
Например, на советских быстроходных (43 узла) лидерах эсминцев проекта 1 «Ленинград» корма имела острые образования, однако в ходе испытаний было выявлено появление значительного кормового дифферента на полном ходу, что вынуждало принимать балласт в носовые отсеки, ухудшавший ходовые качества корабля. Поэтому на переработанном варианте проекта — лидерах пр. 38 «Минск» — конструкторы применили транцевую корму. Лидеры типа «Минск» с транцевой кормой показали на испытаниях несколько меньшую по сравнению с «Ленинградами» скорость (примерно на 3 узла) из-за ухудшения обтекания корпуса, однако на службе их скоростные возможности оказались вполне сравнимыми, при этом корабли с транцевой кормой были намного удобнее в эксплуатации, а также проще и дешевле в постройке.
Транцевая корма предотвращает появление дифферента на высокой скорости, почти не забрызгивается водой и хорошо защищает гребные винты. Кроме того, на ней удобно располагать минные скаты, предназначенные для сброса мин. На грузовом корабле транцевая корма также увеличивает внутренний объём корпуса. Особенно важно применение транцевой кормы для глиссеров, у которых она наряду с реданом днища является частью системы динамического поддержания корпуса при движении в режиме глиссирования. У моторных лодок на транец крепится подвесной мотор.